# Idaea biselata
Idaea biselata là một loài bướm đêm trong họ Geometridae.

## Hình ảnh

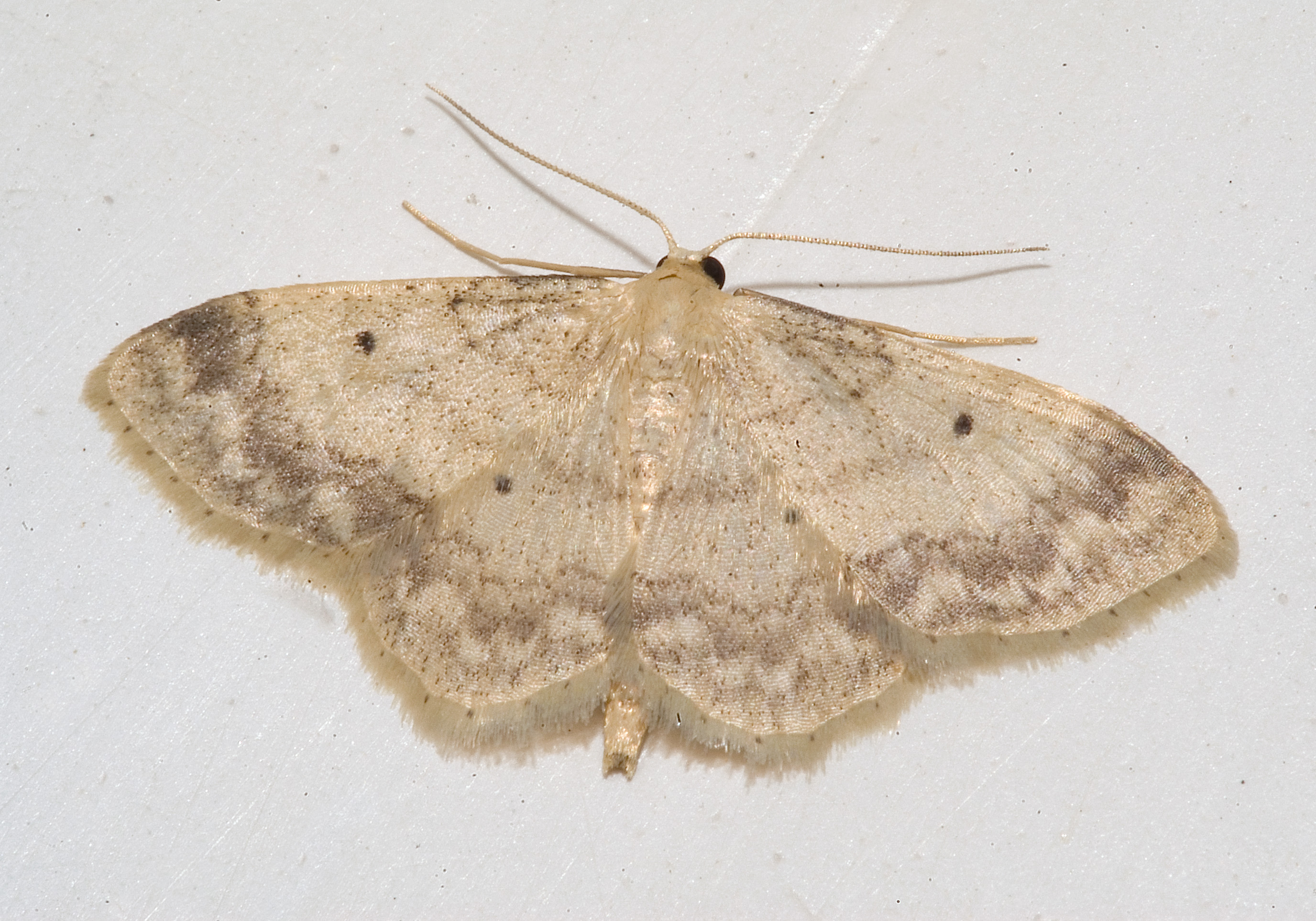
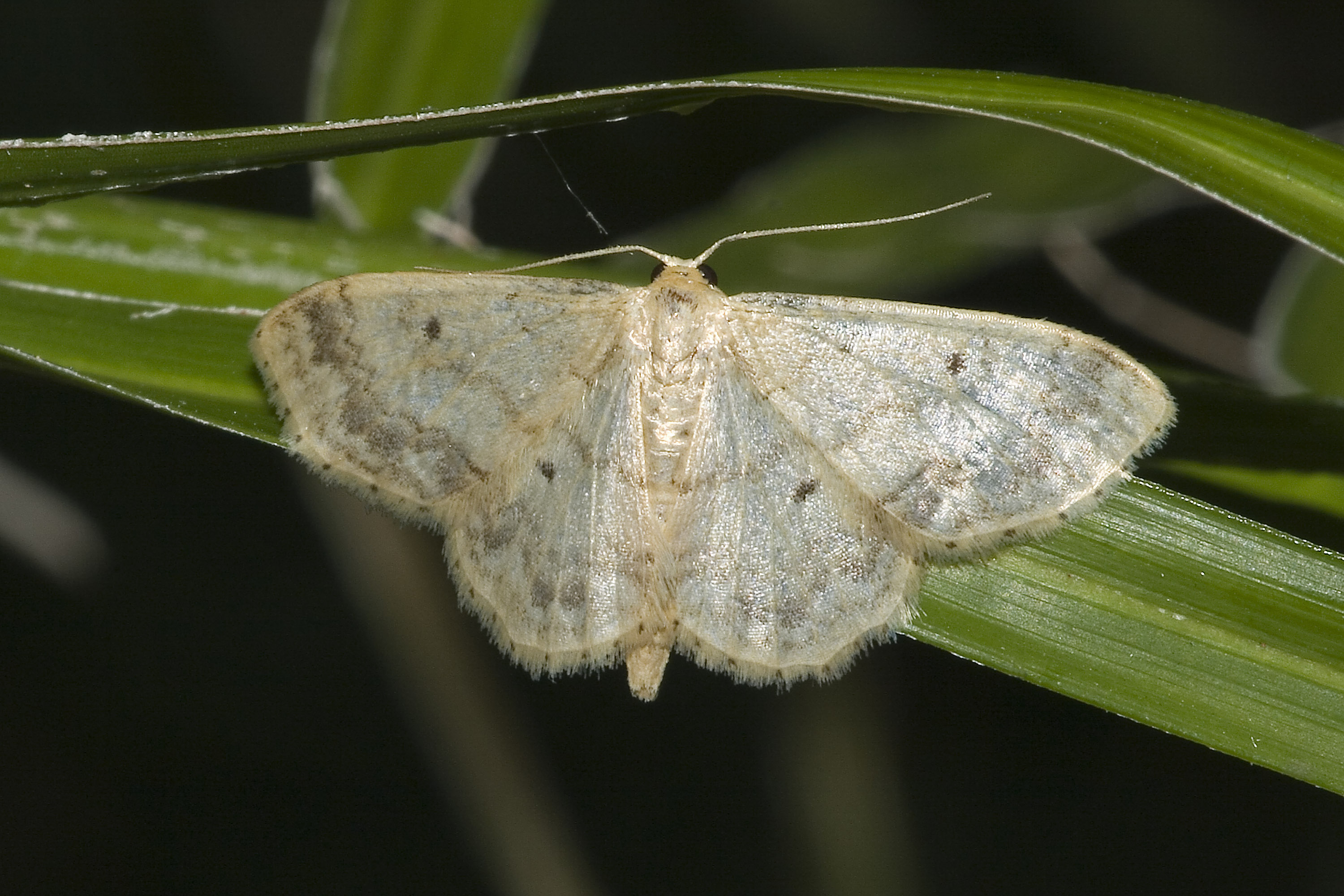
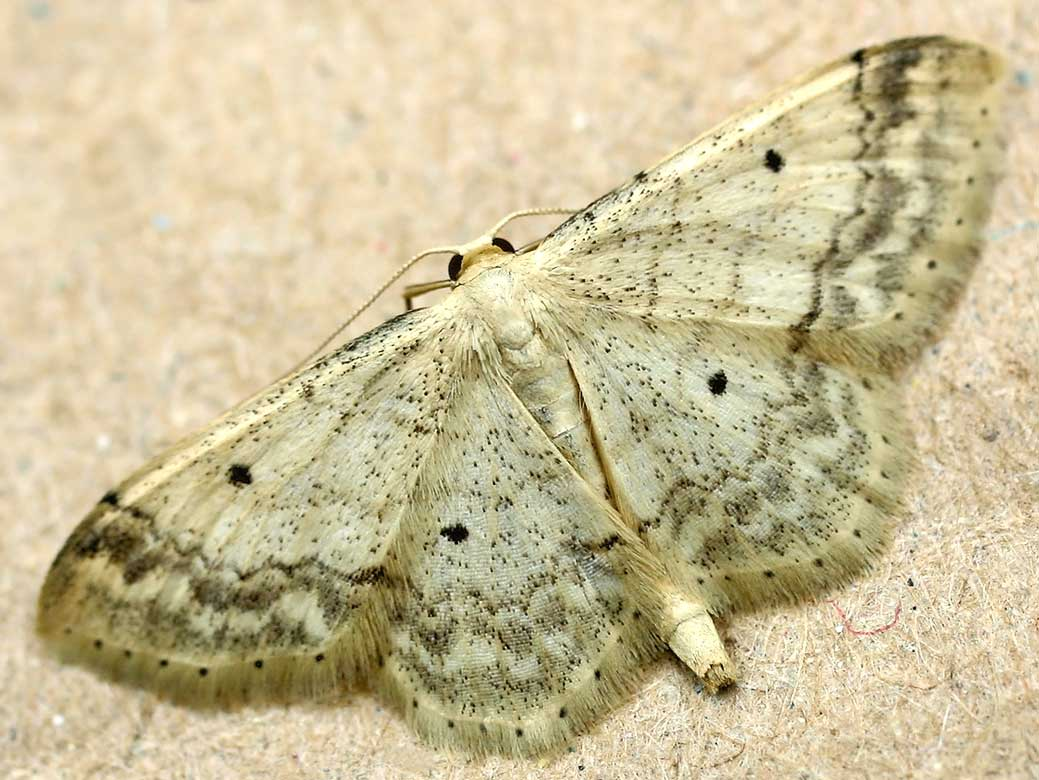
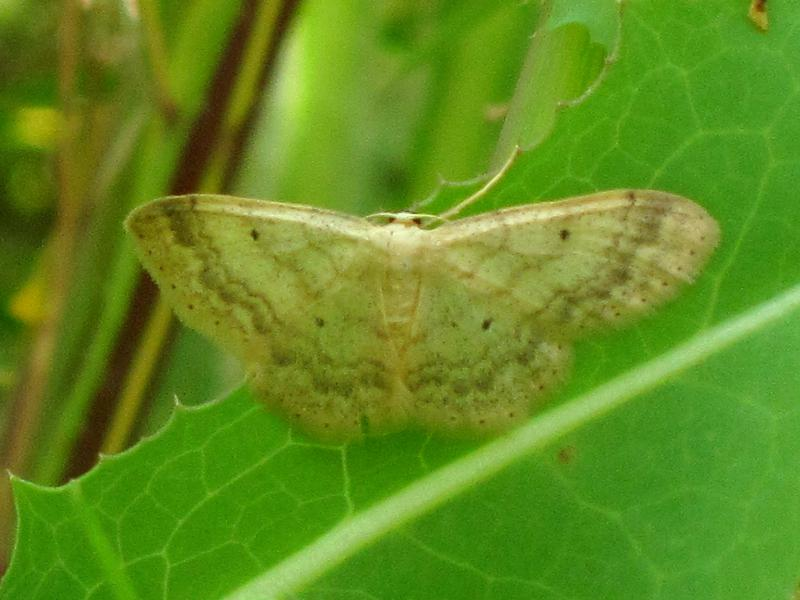